# Zacirka
Zatirka é uma espécie de massa alimentícia típica da Bielorrússia e Ucrânia, que consiste em pequenos grãos de massa cozidos em caldo ou água, que podem ser usados para misturar em sopas ou kasha (papa de cereais), ou ainda servidos para acompanhar outro prato.
A base da massa é uma farinha, que pode ser de cevada ou trigo, misturada com ovos. Algumas receitas incluem batata ralada na massa e referem que pode ser servida com nata azeda, manteiga, leite ou toucinho salgado. 